# Tour de Francia 1936
El 30.º Tour de Francia se disputó entre el 7 de julio y el 2 de agosto de 1936 con un recorrido de 4438 km. dividido en 21 etapas de las que la decimotercera,, la decimocuarta, la decimoctava y la vigésima estuvieron divididas en dos sectores y la decimonovena en tres.
Participaron 90 ciclistas de los que sólo llegaron a París 43 ciclistas sin que ningún equipo lograra finalizar la prueba con todos sus integrantes.
El vencedor cubrió la prueba a una velocidad media de 31,045 km/h.

## Etapas
| Etapa    | Fecha     | Recorrido                     | Distancia (km) | Ganador            | Líder              |
| -------- | --------- | ----------------------------- | -------------- | ------------------ | ------------------ |
| 1.ª      | 7 de jul  | París-Lille                   | 258            | Paul Egli          | Paul Egli          |
| 2.ª      | 8 de jul  | Lille-Charleville-Mézières    | 192            | Robert Wierinckx   | Maurice Archambaud |
| 3.ª      | 9 de jul  | Charleville-Mézières-Metz     | 161            | Mathias Clemens    | Arsène Mersch      |
| 4.ª      | 10 de jul | Metz-Belfort                  | 220            | Maurice Archambaud | Maurice Archambaud |
| 5.ª      | 11 de jul | Belfort-Évian-les-Bains       | 298            | René Le Grevès     | Maurice Archambaud |
| 6.ª      | 13 de jul | Évian-les-Bains-Aix-les-Bains | 212            | Eloi Meulenberg    | Maurice Archambaud |
| 7.ª      | 14 de jul | Aix-les-Bains-Grenoble        | 230            | Theo Middelkamp    | Maurice Archambaud |
| 8.ª      | 15 de jul | Grenoble-Briançon             | 194            | Jean-Marie Goasmat | Sylvère Maes       |
| 9.ª      | 16 de jul | Briançon-Digne-les-Bains      | 220            | Léon Level         | Sylvère Maes       |
| 10.ª     | 18 de jul | Digne-les-Bains-Niça          | 156            | Paul Maye          | Sylvère Maes       |
| 11.ª     | 19 de jul | Niza-Cannes                   | 126            | Federico Ezquerra  | Sylvère Maes       |
| 12.ª     | 21 de jul | Cannes-Marsella               | 195            | René Le Grevès     | Sylvère Maes       |
| 13.ª (a) | 22 de jul | Marsella-Nimes                | 112            | René Le Grevès     | Sylvère Maes       |
| 13.ª (b) | 22 de jul | Nimes-Montpellier             | 52 (CR)        | Sylvère Maes       | Sylvère Maes       |
| 14.ª (a) | 23 de jul | Montpellier-Narbona           | 103            | René Le Grevès     | Sylvère Maes       |
| 14.ª (b) | 23 de jul | Narbona-Perpiñán              | 63 (CR)        | Sylvère Maes       | Sylvère Maes       |
| 15.ª     | 25 de jul | Perpiñán-Luchon               | 325            | Sauveur Ducazeaux  | Sylvère Maes       |
| 16.ª     | 27 de jul | Luchon-Pau                    | 194            | Sylvère Maes       | Sylvère Maes       |
| 17.ª     | 29 de jul | Pau-Burdeos                   | 229            | René Le Grevès     | Sylvère Maes       |
| 18.ª (a) | 30 de jul | Burdeos-Saintes               | 117            | Eloi Meulenberg    | Sylvère Maes       |
| 18.ª (b) | 30 de jul | Saintes-La Rochelle           | 75 (CR)        | Sylvère Maes       | Sylvère Maes       |
| 19.ª (a) | 31 de jul | La Rochelle-La Roche-sur-Yon  | 81             | Marcel Kint        | Sylvère Maes       |
| 19.ª (b) | 31 de jul | La Roche-sur-Yon-Cholet       | 65 (CR)        | Félicien Vervaecke | Sylvère Maes       |
| 19.ª(c)  | 31 de jul | Cholet-Angers                 | 67             | Paul Maye          | Sylvère Maes       |
| 20.ª(a)  | 1 de ago  | Angers-Vire                   | 204            | René Le Grevès     | Sylvère Maes       |
| 20.ª(a)  | 1 de ago  | Vire-Caen                     | 55 (CR)        | Antonin Magne      | Sylvère Maes       |
| 21.ª     | 2 de ago  | Caen-París                    | 234            | Arsène Mersch      | Sylvère Maes       |

CR = Contrarreloj individual

## Clasificación general
| Clasificación general |                    |            |                   |
| Ciclista              | Ciclista           | Equipo     | Tiempo            |
| --------------------- | ------------------ | ---------- | ----------------- |
| 1.º                   | Sylvère Maes       | Bélgica    | 142 h 47 min 32 s |
| 2.º                   | Antonin Magne      | Francia    | + 26 min 55 s     |
| 3.º                   | Félicien Vervaecke | Bélgica    | + 27 min 53 s     |
| 4.º                   | Pierre Clemens     | Luxemburgo | + 42 min 42 s     |
| 5.º                   | Arsène Mersch      | Luxemburgo | + 52 min 52 s     |
| 6.º                   | Mariano Cañardo    | España     | + 1 h 03 min 04 s |
| 7.º                   | Mathias Clemens    | Luxemburgo | + 1 h 10 min 44 s |
| 8.º                   | Léo Amberg         | Suiza      | + 1 h 19 min 13 s |
| 9.º                   | Marcel Kint        | Bélgica    | + 1 h 22 min 25 s |
| 10.º                  | Léon Level         | Francia    | + 1 h 27 min 57 s |